# Samuel James
 (juillet 2024).
Si vous disposez d'ouvrages ou d'articles de référence ou si vous connaissez des sites web de qualité traitant du thème abordé ici, merci de compléter l'article en donnant les références utiles à sa vérifiabilité et en les liant à la section « Notes et références ».
Samuel James, biologiste américain, est, avec Csaba Csuzdi et Rob Blakemore, un des principaux spécialistes actuels de l'évolution et de la systématique des vers de terre dans le monde.

## Liste complète des travaux de Samuel James

### 1980-1984
- James, S.W. 1982. Effects of fire and soil type on earthworm populations in a tallgrass prairie. Pedobiologia 24:37-40.
- Boucher, D., S.W. James et K.E. Keeler. 1982. The ecology of mutualism. Annual Review of Ecology and Systematics 13:315-347.

### 1985-1989
- James, S.W. 1985. An unexpected effect of autumn burning on tallgrass prairie. American Midland Naturalist 114:400-403.
- James, S.W. and T.R. Seastedt. 1986. Nitrogen mineralization by native and introduced earthworms: effects on big bluestem growth. Ecology 67:1094-1097.
- Seastedt, T.R., T.C. Todd, et S.W. James. 1987. Experimental manipulations of the arthropod, nematode and earthworm communities in a North American tallgrass prairie. Pedobiologia 30:9-17.
- James, S.W. 1988. Diplocardia hulberti and D. rugosa, new earthworms (Annelida: Oligochaeta: Megascolecidae) from Kansas. Proceedings of the Biological Society of Washington 101 : 300-307.
- James, S.W. 1988. The postfire environment and earthworm populations in tallgrass prairie. Ecology 69: 476-483
- Seastedt, T.R., S.W. James and T.C. Todd. 1989 Interactions among soil invertebrates, microbes and plant growth in the tallgrass prairie. Agriculture, Ecosystems and Environment 24:219-228.
- James, S.W. et M.R. Cunningham. 1989. Feeding ecology of some earthworms in Kansas tallgrass prairie. American Midland Naturalist 121:78-83.

### 1990-1994
- James, S.W. 1990. Diplocardia kansensis, a new earthworm from Kansas, with redescriptions of Diplocardia riparia Smith and D. fuscula Gates (Annelida: Oligochaeta: Megascolecidae). Proceedings of the Biological Society of Washington 103:179-186.
- James, S.W. 1990. Diplotrema murchiei and D. papillata, new earthworms (Oligochaeta: Megascolecidae) from Mexico. Acta Zoologica Mexicana 38:18- 27.
- James, S.W. 1990. Martiodrilus olivaceous and M. panamensis, new earthworms from Colombia and Panama. (Oligochaeta: Glossoscolecidae). Zoologica Scripta 19:305-308.
- James, S.W. 1990. Oligochaeta: Megascolecidae and other earthworms from southern and midwestern North America. In D. Dindal (ed.) Soil Biology Guide. pp. 379–386. John Wiley and Sons, New York.
- James, S.W. 1991. Soil, organic matter, nitrogen, and phosphorus processing by native and introduced earthworm species in tallgrass prairie. Ecology 72:2101-2109.
- James, S.W. 1991. New species of earthworms from Puerto Rico, with a redefinition of the earthworm genus Trigaster. (Annelida: Oligochaeta: Megascolecidae). Transactions of the American Microscopical Society 110:337-353.
- James, S.W. 1992. Experimental and seasonal variation in population structure of earthworms in tallgrass prairie. Soil Biology and Biochemistry 24:1445-1449.
- James, S.W. 1992. Localized dynamics of earthworm populations in relation to bison dung in North American tallgrass prairie. Soil Biology and Biochemistry 24:1471- 1476.
- Todd, T.C., S.W. James et T.R. Seastedt. 1992. Soil invertebrate and plant responses to mowing and carbofuran application in a North American tallgrass prairie. Plant and Soil 144:117-124.
- Wood, H.B. et S.W. James. 1993. Native and introduced earthworms from selected chaparral, woodland, and riparian zones in southern California. Gen.Tech. Rep. PSW-GTR-142. Albany, CA: Pacific Southwest Research Station, Forest Service, USDA; 20 p.
- James, S.W. 1994. New acanthodriline earthworms from southern Mexico (Oligochaeta: Megascolecidae). Acta Zoologica Mexicana. 60:1-21.
- James, S.W. 1994. New species of Diplocardia and Argilophilus (Annelida: Oligochaeta: Megascolecidae) from southern California. Proceedings of the Biological Society of Washington 107:622-633.
- Hendrix, P.F., M.A. Callaham, Jr., et S.W. James. 1994. Ecology of nearctic earthworms in the southern USA. I. Characteristics of Diplocardia longa (Oligochaeta: Megascolecidae) surface casts in grass, hardwood and pine microhabitats on the lower piedmont of Georgia. Megadrilogica 5:45-51.

### 1995-1999
- Fragoso, C., S.W. James et S. Borges. 1995. Native earthworms of the north Neotropical region: current status and controversies. in P. Hendrix (ed.). Earthworm Ecology and Biogeography in North America, pp. 67–115. CRC Press, Inc, Boca Raton (Floride).
- James, S.W. 1995. Systematics, biogeography and ecology of earthworms from eastern, central, southern and southwestern USA. in P. Hendrix (ed.) Earthworm Ecology and Biogeography in North America, pp. 29–51. CRC Press, Inc, Boca Raton, Florida.
- James, S.W. 1996. Nine new species of Dichogaster from Guadeloupe, French West Indies (Oligochaeta, Megascolecidae) Zoologica Scripta 25:21-24.
- James, S.W. 1996. Earthworms. In G. Hall (ed.) Methods for the examination of organismal diversity in soils and sediments. IUBS Methodology Series. CAB International, Wallingford, Oxon, UK.
- Goodman, S.M., P. Parillo, S.W. James and P. Sierwald. 1996. Elevational variation in soil macroinvertebrates on the eastern slopes of the Reserve Naturelle Integrale d'Andingitra, Madagascar. Fieldiana (Zoology) NS. 85:144-151
- Wood, H.B, K.L. Olivier et S.W. James. 1997. Relict Megascolecidae and exclusion of Lumbricidae from basalt-derived soils in Southern California. Soil Biology and Biochemistry 29:241-244.
- James, S.W. 1998. Earthworms and earth history. pp. 3–14 in: C.A. Edwards, ed. Earthworm Ecology. Proc 5th International Symposium on Earthworm Ecology. St. Lucie Press, Boca Raton.
- Hendrix, P.F, M.A. Callaham, Jr., S.L. Lachnicht, J.M. Blair, S.W. James et X. Zou. 1999. Stable isotopic studies of resource utilization by nearctic earthworms (Diplocardia, Oligochaeta) in subtropical savanna and forest ecosystems. Pedobiologia 43:818-823.

### 2000-2004
- James, S.W. 2000. Earthworms of the eastern Columbia River Basin. USDA- Forest Service General Technical Report, Pacific NW Region.
- Joshi, R.C., O.R. Matchoc, J.C. Cabigat and S.W. James. 2000. Survey of the earthworms in the Ifugao rice terraces, Philippines. Journal of Environmental Science and Management 2(2):1-12
- Hong, Y. et S. W. James. 2001. Five new earthworms of the genus Amynthas Kinberg (Megascolecidae) with four pairs of spermathecae. Zoological Studies 40 (4): 269-275.
- Hong, Y. et S. W. James. 2001. New species of Korean Amynthas Kinberg 1867 (Oligochaeta, Megascolecidae) with two pairs of spermathecae. Revue suisse de zoologie. 108(1):65-93.
- Jamieson, B.G.M., S. Tillier, A. Tillier, J-L. Justine, E. Ling, S. James, K. McDonald et A.F. Hugall. 2002. Phylogeny of the Megascolecidae (Oligochaeta, Annelida): combined versus partitioned analysis using nuclear (28s) and mitochondrial (12s, 16s) rDNA. Zoosystema 24(4): 707-734.
- James, S.W. 2004. An illustrated key to the earthworms of the Samoan Archipelago. Micronesica 37:1-13.
- James, S.W. 2004. Earthworms from the eastern mountains of Jamaica: fourteen new species of Dichogaster (Oligochaeta: Megascolecidae). (in press, Organisms, Diversity and Evolution)
- James, S.W. 2004. New species of Amynthas, Pheretima, and Pleionogaster (Clitellata: Megascolecidae) of the Mt. Kitanglad Range, Mindanao Island, Philippines. (in press, Raffles Bulletin of Zoology).
- James S.W. 2004. The earthworm genus Pleionogaster in southern Luzon, Philippines. (in prep).
- James, S.W., Y. Hong et T.H. Kim. 2004. New species of Pheretima and Pithemera (Oligochaeta: Megascolecidae) from Mt. Arayat, Luzon Island, Philippines. (in press, Revue suisse de zoologie)
- Hong, Y. et S.W. James 2004. New species of Amynthas Kinberg, 1867 from the Philippines (Oligochaeta: Megascolecidae). (in press, Revue suisse de zoologie)
- James, S.W. 2004. New genera and new species of earthworms (Clitellata: Megascolecidae) from southern Luzon, Philippines. (in press, Systematics and Biodiversity)
- James, S.W. 2004. New species of Archipheretima (Clitellata: Megascolecidae) from Luzon, Philippines, with a revision of the genus. (in prep.)
- James, S.W., H.-T. Shih et H.-W. Chang. 2004. Seven new species of Amynthas (Clitellata: Megascolecidae) and new earthworm records from Taiwan. Journal of Natural History. (in press).
- James, S.W. 2004. Planetary processes and their interactions with earthworm and distributions and ecology. in: C.A. Edwards, ed. Earthworm Ecology. 2nd edition. St. Lucie Press, Boca Raton. (in press)
- James, S.W. et P.W. Hendrix. 2004. Invasion of Exotic Earthworms into North America. in: C.A. Edwards, ed. Earthworm Ecology. 2e édition. St. Lucie Press, Boca Raton. (in press)